# James Burke (gángster)
James Burke, también conocido como Jimmy Burke y Jimmy the Gent (Nueva York, 5 de julio de 1931 - Búfalo, 13 de abril de 1996) fue un gánster estadounidense de ascendencia irlandesa, asociado con la Familia Lucchese. Se cree que Burke fue el organizador del robo a Lufthansa en el año 1978, y también se cree que meses después del atraco, mandó matar a varios de los que estuvieron involucrados.
El personaje de Jimmy Conway (interpretado por Robert De Niro), de la película Goodfellas, está inspirado en James Burke.

## Primeros años
Burke nació en Nueva York. Su madre era originaria de Dublín, Irlanda, y su padre, hasta la fecha, no ha sido identificado. A la edad de 2 años, su madre lo dio en adopción a un hogar de acogida, por lo que pasó su niñez siendo criado por monjas, y nunca volvió a ver a su madre otra vez. Durante ese tiempo, Burke fue llevado a distintos hogares y orfanatos, donde sufrió distintos tipos de abusos por parte de sus padres adoptivos y sus hermanos de crianza. En el verano de 1944, cuando Burke tenía 13 años de edad, uno de sus padres adoptivos murió en un accidente automovilístico, perdió el control del coche debido a que se dio la vuelta para golpear a Burke, que viajaba en el asiento trasero del vehículo. La viuda del hombre fallecido se encontraba también dentro del coche, pero sobrevivió y culpó a Burke de lo ocurrido, golpeándolo constantemente por eso, hasta que Burke fue regresado de nuevo a un hogar de acogida, donde fue finalmente adoptado por la familia Burke (de quienes adoptó el apellido). Desde entonces, vivió en una casa de huéspedes, de madera y gran tamaño, ubicada en Rockaway Beach Boulevard y el paseo marítimo en Rockaway, Queens.

## Jimmy the Gent
Durante la década de los años 1950, Burke comenzó a participar en numerosas actividades ilícitas, como la distribución de cigarrillos libres de impuestos y licor. Burke fue el mentor de los entonces jóvenes delincuentes Thomas DeSimone, Henry Hill y Angelo Sepe, que hicieron varios trabajos para Burke, como la venta de mercancía robada. Con el tiempo, estos tres jóvenes crecieron y se convirtieron en miembros del grupo liderado por Burke, que trabajaba en South Ozone Park, Queens y East New York, Brooklyn. Algunas de sus actividades consistían en el secuestro de camiones de reparto. 
Según Henry Hill, cada vez que Burke secuestraba un camión, solía quitar los carnets de conducir a los conductores, y darles 50 dólares, como si los recompensara con algo de dinero por las molestias ocasionadas. Por esta razón, Burke adoptó el apodo de "Jimmy the Gent" ("Jimmy el Caballero").
En 1962 se casó con su novia Mickey, pero descubrió que su novio anterior la estaba molestando. El día de la boda, la policía encontró los restos del exnovio, en más de una docena de pedazos, esparcidos por el interior de su automóvil. El matrimonio tuvo tres hijos, Frank James Burke (que participó con su padre en el robo a Lufthansa y murió asesinado por el traficante de drogas Tito Ortiz en 1987), Jesse James Burke y Catherine Burke (que se casó con el miembro de la familia criminal Bonanno, Anthony Indelicato).
A pesar de la prohibición de la familia Lucchese, que temía que sus asociados se convirtieran en informantes a cambio de una sentencia menor, Burke comenzó a involucrarse en el tráfico de drogas en la década de 1970.

## Muerte
Mientras Burke cumplía su condena en la Correccional Wende, en Alden, Estado de Nueva York, se vio afectado por cáncer de pulmón. Falleció el 13 de abril de 1996 en el Roswell Park Cancer Institute, en Búfalo, Estado de Nueva York. En caso de haber seguido con vida, habría podido conseguir la libertad condicional en el año 2004, aunque además tenía una condena perpetua por otro crimen.